# Радован Мића Трнавац
Радован Мића Трнавац (Крагујевац, 17. мај 1950 — Београд, 15. септембар 2024) био је српски академски сликар.

## Биографија
Основну школу завршио је у Ваљеву, а средњу Електротехничку школу „Никола Тесла” у Београду. Своје прво сликарско искуство стекао је у Никшићу на Вишој педагошкој академији у класи професора Николе Гвозденовића. После завршене прве године бива примљен на Ликовну академију у Београду, сликарски одсек, на којој је дипломирао 1977. године у класи професора Младена Србиновића.
Слике Радована Трнавца Миће налазе се у многим музејима и приватним колекцијама музејског карактера широм света. Земље у којима се налазе Мићине слике су: Италија, Швајцарска, Француска, Шведска, Мађарска, Холандија, Русија, Канада, Јапан, Аустралија.
Велики број новинарских и стручних текстова еминентних ликовних критичара објављени је у часописима широм света. Снимљена су три документарна филма о његовом животу и раду, а преко сто телевизијских репортажа о њему емитовано је у САД, Канади, Русији, Немачкој, Италији, Пољској, Белорусији, Македонији и бившој Југославији.
Тренутно представља Србију на изложби савременог европског сликарства под називом „Од Лисабона преко Минска до Владивостока”. Он је један од 30 уметника из 28 земаља чија ће дела бити презентована публици у градовима широм Европе током годину дана, колико је предвиђено да траје овај велики међународни уметнички пројекат. Организатори овог трансевропског уметничког пројекта позвали су Радована Трнавца Мићу да буде део ове величанствене изложбе и да кроз своју уметност представи своју домовину.

## Одабране самосталне изложбе
Радован Трнавац Мића је до сада имао 40 самосталних изложби, а учествовао је и на преко 1000 групних изложби широм света. Излагао је са најзначајнијим сликарским именима 20. века, као што су Пикасо, Раушенберг, Лихтенштајн, Ворхол и многи други. 
- 1971. Клуб младих, Нови Београд
- 1972. , Лугано, Италија
- 1972. , Милано, Италија
- 1973. Галерија Фото савеза Југославије, Београд, Србија
- 1974. , Венеција, Италија
- 1979. Коларчев народни универзитет, Београд, Србија
- 1981. , Њујорк, САД
- 1982. , Њујорк, САД
- 1983. , Њујорк, САД
- 1984. , Њујорк, САД
- 1985/86. THE MAGIC ART, Торонто, Канада
- 1987. , Теритаун, САД
- 1989/90/91. NEW RENAISSANCE FINE ART GALLERY, Њујорк, САД
- 1990/91. GUILFORD ART CENTAR, Конектикат, САД
- 1990. Народни музеј, Ваљево, Србија
- 1992. , Варшава, Пољска
- 1994. , Њујорк, САД
- 1995. Народни музеј, Београд
- 1996. , Њујорк, САД
- 1996. Академија наука и уметности, Скопље, Македонија
- 1998. ИУС „Радован Трнавац Мића”, Ваљево, Србија
- 2001. , Витебск, Белорусија
- 2001. Музеј модерних уметности, Бања Лука, Република Српска
- 2001. Галерија међународног пријатељства, Москва, Русија
- 2004. Музеј града Скопља, Скопље, Македонија
- 2007. Галерија НИС, Београд, Србија
- 2009. ИУС „Радован Трнавац Мића”, Ваљево, Србија
- 2012. Завичајни музеј, Петровац на Млави, Србија
- 2012. Галерија Нова ренесанса, Београд, Србија
- 2013. Галерија „Чедомир Крстић”, Пирот, Србија
- 2013. Модерна галерија, Књажевац, Србија[3]
- 2015. Савремена галерија Зрењанин, Зрењанин, Србија[4]

Поред сликарства, Радован Трнавац Мића бавио се и вајарством. Урадио је пет споменика који се налазе у македонским градовима Битољ, Крушево и Брусник. Објављене су три монографије о животу и раду Радована Трнавца Миће, као и значајан број књига од којих издвајамо: ART IN AMERICA (1983), THE BEST OF DAY TRIPPING AND DINING (1986), SOHO (1991), „У СЕНЦИ СЛАВНИХ“ (1995), „ДНЕВНИ ЖАРОПЕК“ (2008), „МОМО КАПОР СЕЋАЊА И ДРУЖЕЊЕ“ (2010), „SERBICA AMERICA“, „ЛИКОВНО ОБРАЗОВАНИЕ ЗА 8 ОДДЕЛЕНИЕ“ (2010, уџбеник за ликовно образовање Републике Македоније)

## Рад у медијима
Радио је на телевизији у информативном и културном програму у емисији „У крупном плану” (од 1977 до 1980). У „Београдској хроници”, петком, коју је уређивао Бранислав Вукашиновић, водио је рубрику „Из атељеа београдских сликара”. Тим поводом снимио је 26 кратких документарних филмова, од којих је 21 био награђен. По завршетку серијала у павиљону „Цвијета Зузорић” отворена је изложба уметника о којима је Мића снимио филмове, а спонзор тог догађаја била је Телевизија Београд. Изложбу је посетило рекордних 100.000 посетилаца, а о Радовану Трнавцу Мићи су медији објавили репортаже у суперлативу.
Истих година Радован Трнавац Мића писао је за тада популаран часопис „Дуга, чији је уредник био Драгољуб Голубовић Пижон. У то време је било тешко излагати, јер није било довољно излагачких простора. Мића је у „Дуги” започео полемику под називом „Како отворити приватне галерије”. Захваљујући тим текстовима, власти су донеле закон о отварању приватних галерија, тако да је 1981. године отворена прва приватна галерија у Београду.
По доласку у Америку, 1981. године, после неколико успешних изложби, понуђено му је да предаје сликање и цртање на високим школама уметности, што је Мића и прихватио, али само као гостујући професор. Како је сам једном рекао, најдража му је била професура у Guilford Art центру у држави Конектикат, где је држао Master Class (мајсторску радионицу) од 1989. до 1996. године.

## ИУС „Радован Трнавац Мића” Ваљево
Град Ваљево је 1997. године основао Интернационални уметнички студио и дао му име „Радован Трнавац Мића”, чији је циљ да угости познате и признате уметнике широм света.

## Награде и признања
За свој рад добио је много престижних награда и значајних признања како код нас, тако и у свету. Посебно су му драга признања: Награда публике на Интернационалном тријеналу мултимедијалне уметности у Београду, „Златна значка”, „Златни беочуг” и „Вукова награда”, коју додељује Културно-просветна заједница Србије за изузетан допринос развоју културе у Србији и свесрпском културном простору.